# Barbara Dunst
Barbara Dunst (Graz, 1997. szeptember 25. –) osztrák női válogatott labdarúgó, az Eintacht Frankfurt játékosa.

## Pályafutása

### Klubcsapatokban
Hétévesen Angerben kezdett érdeklődni a labdarúgás iránt és iskolája csapatában játszott. 2012-ben került a LUV Grazhoz, ahol két szezont töltött. A grazi csapatban nyújtott teljesítménye felkeltette az St. Pölten figyelmét, így karrierjét a "Farkasoknál" folytatta.
Három szezon után a német Bayer Leverkusen együtteséhez szerződött, de a 2017–18-as szezont már az MSV Duisburgnál kezdte.
2019-ben elfogadta az 1. FFC Frankfurt ajánlatát és leigazolt a hesseni együtteshez.

### A válogatottban
Nemzeti színekben először 2015. október 25-én léphetett pályára az Izrael elleni 1-0 arányban megnyert 2017-es Eb-selejtezőn.

## Sikerei, díjai

### Klubcsapatokban
Osztrák bajnok (2):
- FSK St. Pölten (2): 2014–15, 2015–16

 Osztrák kupagyőztes (2): 
- FSK St. Pölten (2): 2014–15, 2015–16

### A válogatottban
Ausztria
- Ciprus-kupa győztes: 2016[3]